# Infantele Sebastian al Portugaliei și Spaniei
Sebastian Gabriel de Borbon y de Braganza (4 noiembrie 1811 - 13 ianuarie 1875) a fost Infante al Portugaliei și Spaniei. A fost comandant carlist în Primul Război Carlist.

## Biografie
S-a născut la Rio de Janeiro în 1811 ca singurul copil al Infantei Teresa, Prințesă de Beira și a Infantelui Pedro Carlos al Spaniei și Portugaliei. Mama lui era fiica cea mare a regelui Ioan al VI-lea al Portugaliei (și, de asemenea, nepoată a regelui Carol al IV-lea al Spaniei). Tatăl lui, care a murit înainte ca Sebastian să se nască, era nepot pe linie masculină a regelui Carol al III-lea al Spaniei și nepot pe linie feminină a reginei Maria I a Portugaliei și a Braziliei.
Sebastian a primit titlul de Infante al Portugaliei și Braziliei. Pentru că era un descendent îndepărtat (strănepot) pe linie masculină a unui monarh spaniol, el nu a primit la naștere titlul de Infante al Spaniei.

Totuși, în 1824 a primit acest titlu de la unchiul matern, regele Ferdinand al VII-lea al Spaniei.
Portugalia a fost în război civil din anul 1826, când "regele-uzurpator" Miguel I al Portugaliei și fratele lui mai mare Pedro al IV-lea al Portugaliei (ambii unchi ai lui Sebastian) s-au bătut, până în anul 1834.
Mama lui Sebastian s-a recăsătorit 27 de ani mai târziu, în 1838, cu unchiul ei, Infantele Carlos, Conte de Molina, primul pretendent carlist la coroana Spaniei. 
Sebastian a participat la al doilea asediu de la Bilbao și a devenit comandant al armatei carliste de nord din 30 decembrie 1836.  A câștigat în Bătălia de la Oriamendi (16 martie 1837) împotriva legiunii britanice. Apoi a condus Expediția regală împotriva Madridului care însă a eșuat și a fost demis la întoarcerea sa, la sfârșitului anului 1837.

## Titluri, căsătorie și copii
La 15 ianuarie 1837, în mijlocul Primului Război Carlist, tânărul Sebastian în vârstă de 23 de ani a fost exclus de la succesiunea Spaniei prin decret regal emis de regenta Maria Christina, pe motivul rebeliunii împotriva Isabelei a II-a a Spaniei. Sebastian a fost, de asemenea, declarat a fi deposedat de titlurile sale spaniole și statutul de dinast.
Mult mai târziu, în 1859, Sebastian a reprimit titlurile sale spaniole, în conjuncție cu cea de-a doua căsătorie. S-a întors în Spania din Neapole unde a trăit de la sfârșitul războiului în 1839.
Prima dată Sebastian s-a căsătorit cu verișoara sa Prințesa Maria Amalia de Bourbon-Două Sicilii însă căsătoria, care a durat câteva decade, a rămas fără copii.

Văduv la vârsta de 50 de ani, el s-a recăsătorit la 19 noiembrie 1860 cu verișoara sa Infanta Maria Cristina a Spaniei, care era cu 22 de ani mai tânără decât el. Împreună au avut cinci fii. Niciunul nu a primit titlul de infante al Spaniei însă au fost creați duci de vărul lor Alfonso al XII-lea:
- Francisco, Duce de Marchena (1861, Madrid – 1923, Neuilly-sur-Seine). S-a căsătorit cu María del Pilar de Muguiro y Beruete, ducesă de Villafranca. A avut trei fiice.
- Pedro d'Alcantara, Duce de Dúrcal (1862, Madrid – 1892, Paris). S-a căsătorit cu María de la Caridad de Madán y Uriondo. A avut trei fii.
- Luíz, Duce de Ansola (1864, Madrid – 1889, Alger). S-a căsătorit cu doña Ana Germana Bernaldo de Quirós, nepoata Mariei Cristina de Borbon-Două Sicilii și a celui de-al doilea soț al ei, Agustín Fernando Muñoz y Sánchez. Împreună au avut doi copii.
- Alfonso (1866, Madrid – 1934, Madrid). A respins titlul ducal care a i-a fost oferit și s-a îndepărtat de cercul familiei. Nu a fost exilat după proclamarea Republicii a doua spaniolă, și a murit în Madrid.
- Gabriel (1869, Pau – 1889, Madrid), a fost surdo-mut din naștere și a murit de tânăr.